# Den pokání a modlitby
Den pokání a modlitby (německy Buß- und Bettag) - rovněž označován jako Den kajících modliteb - je listopadový církevní svátek, který se slaví převážně v Německu a Švýcarsku. Zatímco však v Německu jej slaví především evangelická církev, ve Švýcarsku se jedná o celostátní nadkonfesijní svátek všech křesťanských církví a židovské obce.
Svátek připadá na středu před Nedělí věčnosti (něm. Ewigkeitssonntag), což je neděle před adventem a zároveň poslední neděle evangelického církevního roku. Zjednodušeně řečeno Den pokání a modlitby připadá vždy na středu před 23. listopadem. Jedná se tedy o pohyblivý svátek, který může připadnout nejdříve na 16. listopad, nejpozději na 22. listopad. Ovšem tento termín byl stanoven až koncem 19. století, do té doby byl slaven v různých částech Německa v různé dny. Např. v roce 1878 se ve 28 německých zemích slavilo 48 těchto svátků ve 24 odlišných dnech. Tato rozmanitost byla v roce 1893 úředně sjednocena na současný termín.
Během druhé světové války byl Den pokání přeložen na neděli z důvodu úspory času při potřebě pracovních sil pro válečné účely. Po skončení války byl svátek obnoven v původním termínu. V bývalé NDR byl svátek uznáván jako den pracovního klidu do roku 1966. Poté byl zaveden pětidenní pracovní týden a svátek byl zrušen. V Západním Německu (s výjimkou převážně katolického Bavorska) byl vyhlášen jako státní svátek. V Bavorsku byl uznán svátkem v roce 1952, ovšem pouze na území s převažujícím protestantským obyvatelstvem. Až v roce 1981 byl Den pokání rozšířen i na zbývající katolické území Bavorska a svátek se stal spolkovým svátkem. Po znovusjednocení Německa byl svátek přijat i v nových spolkových zemích.
V roce 1994 byl Den pokání a modlitby zrušen jako den pracovního volna s účinností od roku 1995, aby se vyrovnala zátěž zaměstnavatelů kvůli nově zavedenému odvodu sociálního pojištění za zaměstnance. Pouze v protestantském Sasku zůstal tento den i nadále plnohodnotným dnem pracovního klidu. Ve zbývajících spolkových zemích sice již není běžným volným dnem, ovšem každý zaměstnanec má právo tento den požádat o neplacené volno v důsledku plnění svých náboženských povinností. V Bavorsku jsou tento den prázdniny na všech stupních škol a je uzavřena i většina mateřských školek, neboť rodiče s dětmi mají převážně volno.